# Véloroute du Bourbonnais
Véloroute du Bourbonnais  ist die Bezeichnung der Veloroute Nr. 75 im französischen Schema der Radwanderwege und Voies Vertes (Grünen Routen).
Der Radwanderweg führt durch das Département Allier und verbindet den Eurovelo 6 von Diou mit Montluçon. 
Die Route führt durch die Région naturelle Sologne bourbonnaise bis Moulins und danach durch die Région naturelle Bocage Bourbonnais bis Montluçon.

Sehenswürdigkeiten
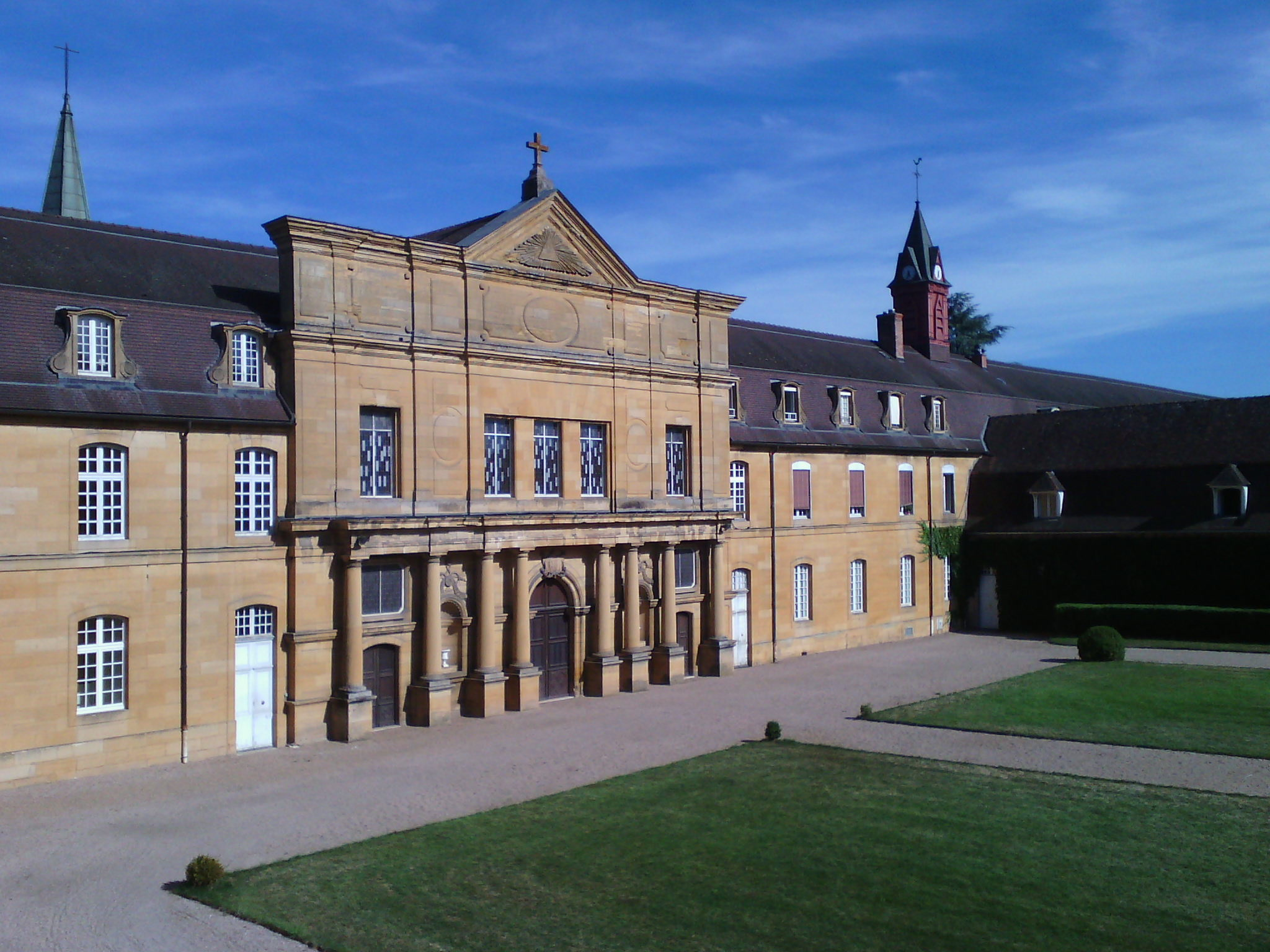
Fassade der Abtei in Diou
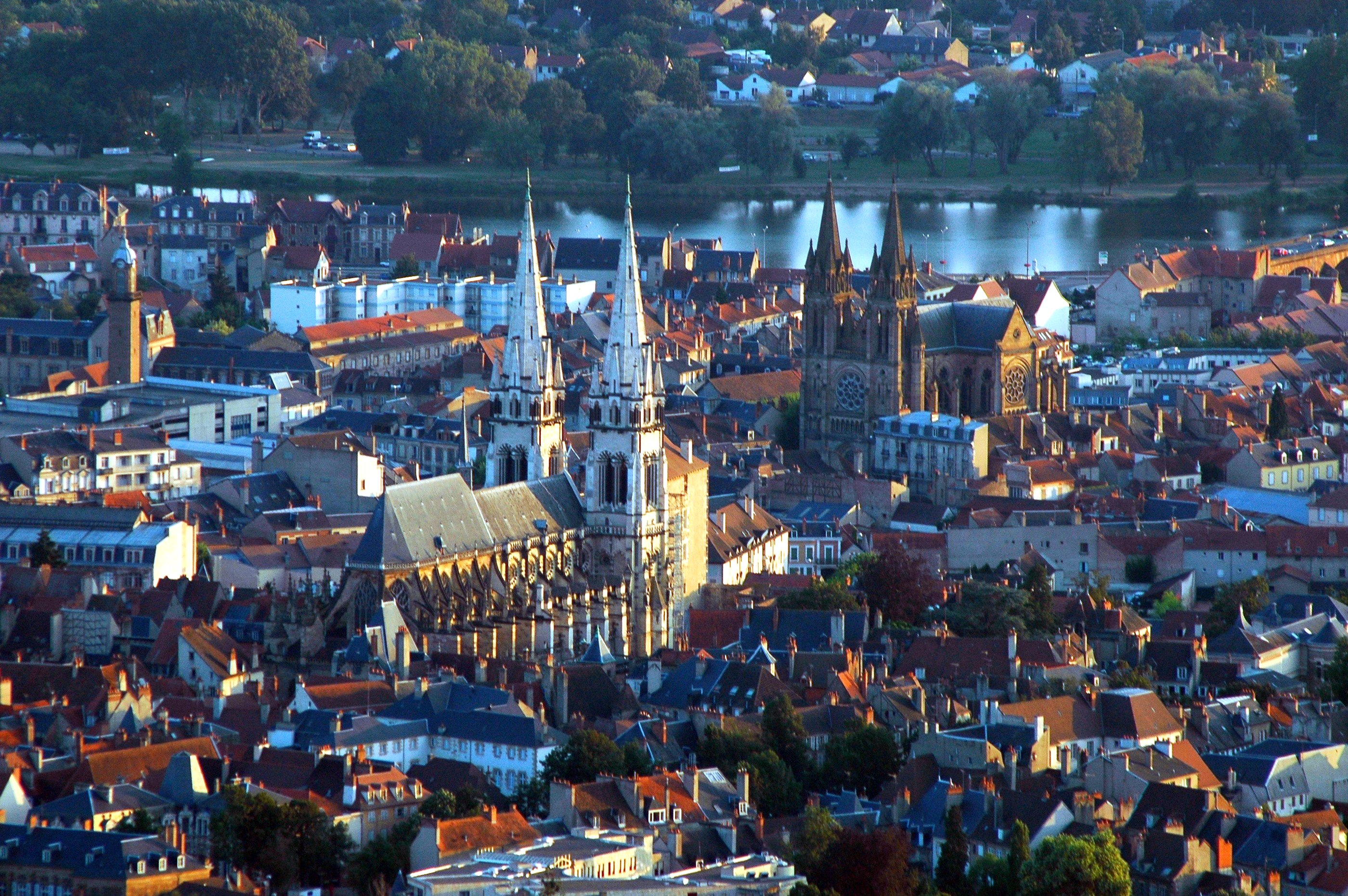
Moulins
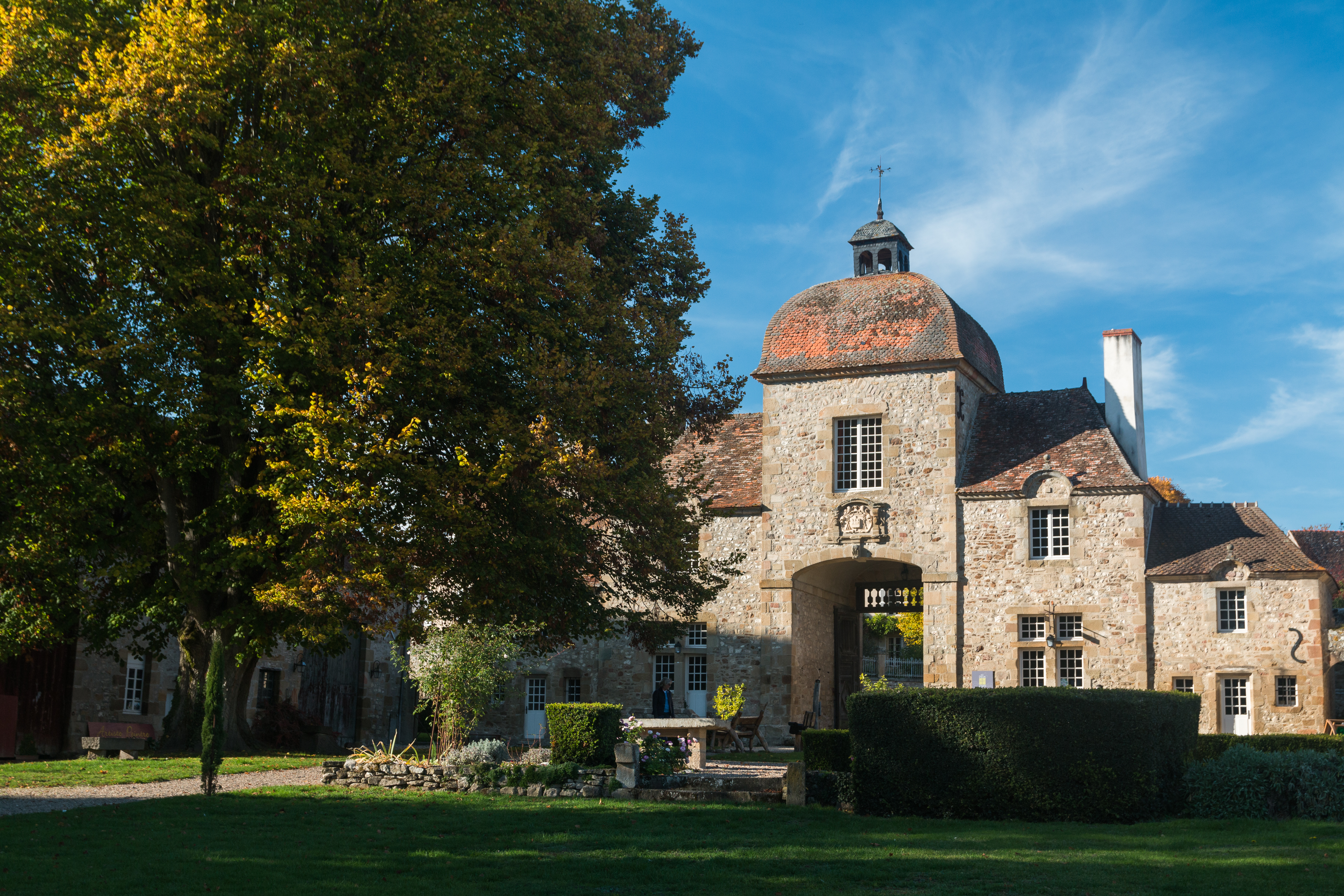
Benediktiner-Abtei in Souvigny
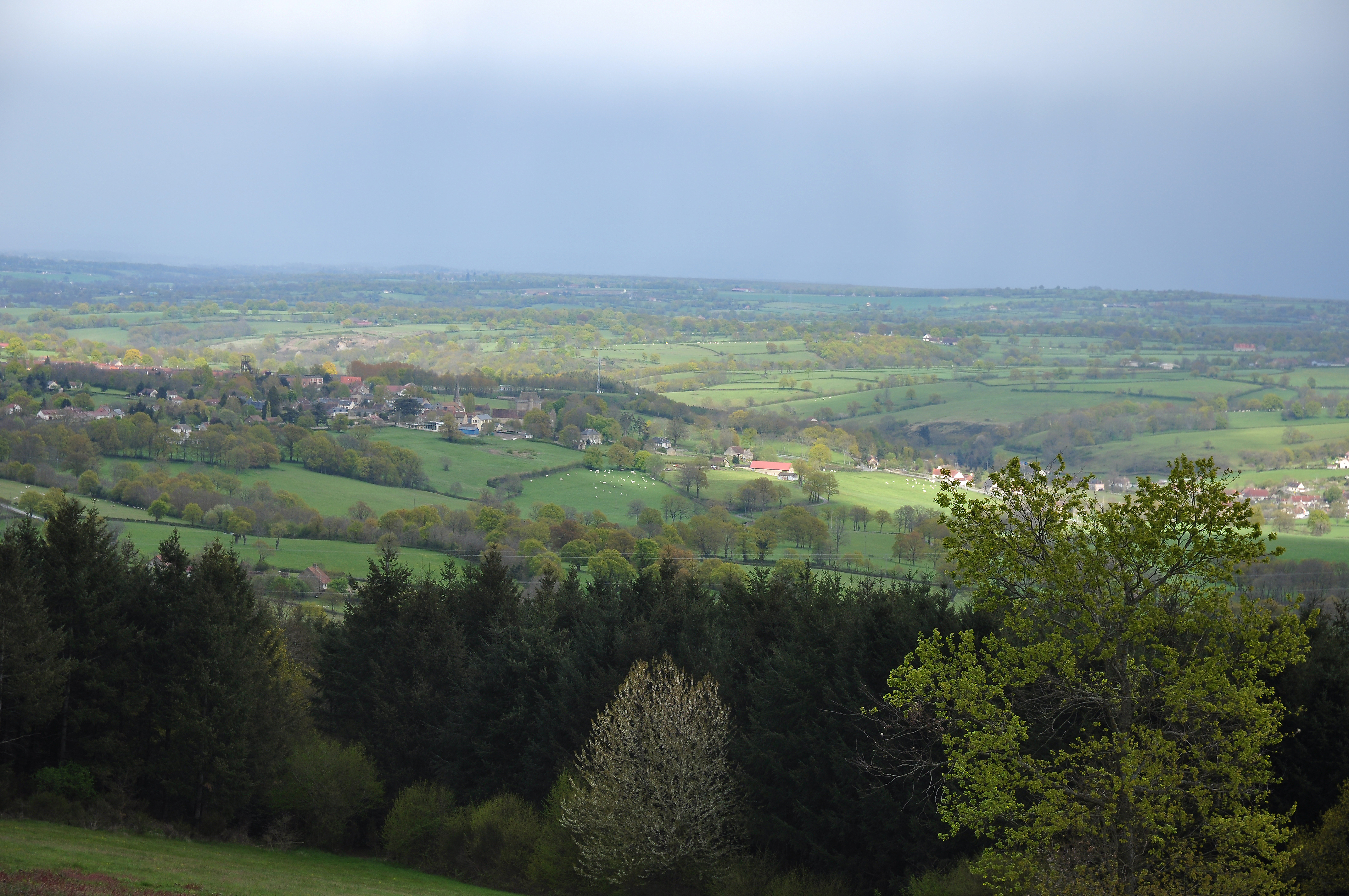
Blick auf Noyant-d’Allier
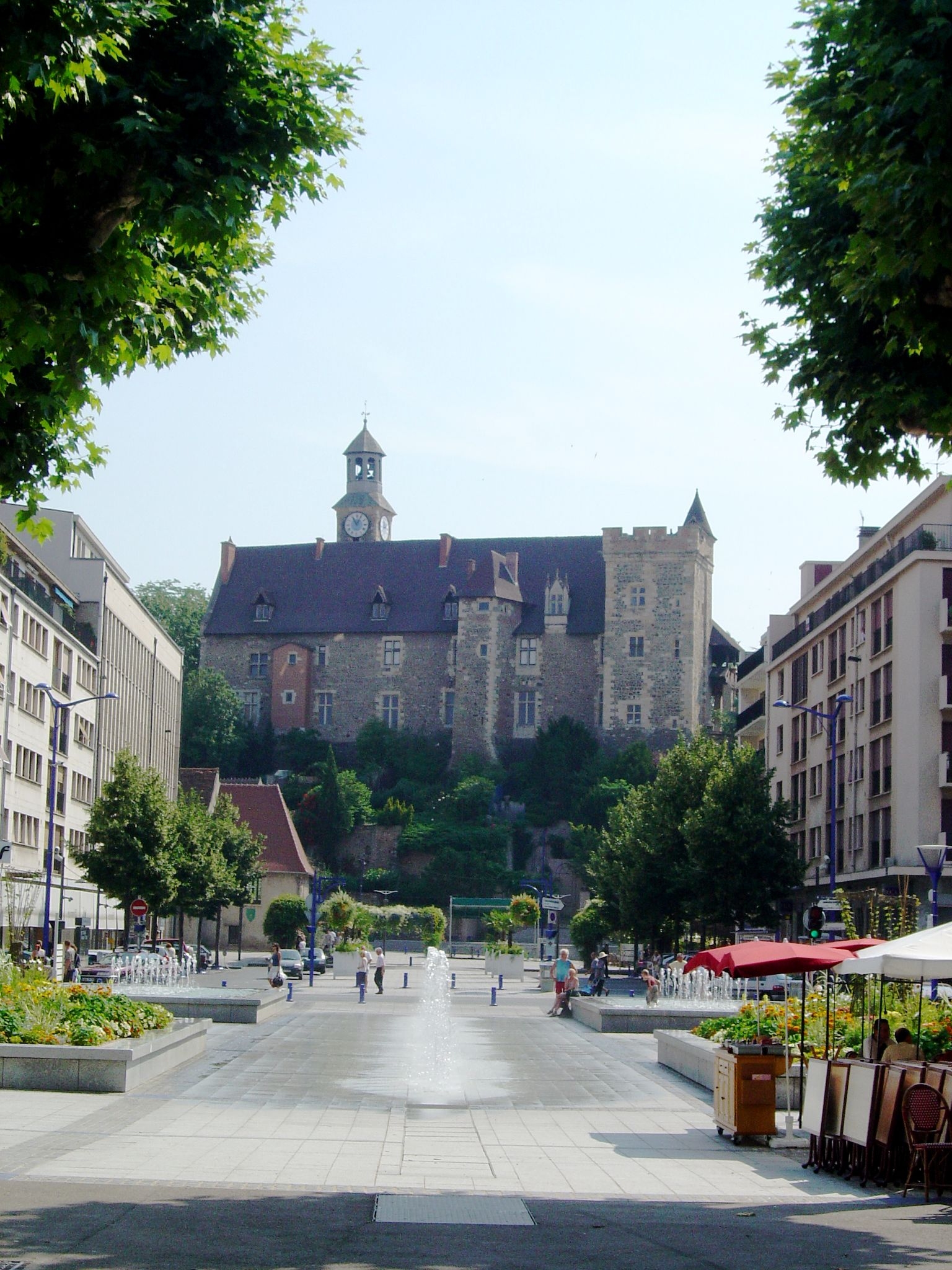
Ortszentrum von Montluçon mit dem Château des Ducs de Bourbon